# Campeonato Mundial de Atletismo Júnior de 2014 - Lançamento de disco masculino
A prova do lançamento de disco masculino do Campeonato Mundial de Atletismo Júnior de 2014 ocorreu entre os  dias 25 e 26 de julho em Eugene, nos Estados Unidos. 

## Recordes
Antes desta competição, os recordes mundiais e do campeonato nesta prova eram os seguintes:
|     | Nome              | Nacionalidade | Distância | Local  | Data                 |
| --- | ----------------- | ------------- | --------- | ------ | -------------------- |
| WJR | Mykyta Nesterenko | Ucrânia       | 70.13 m   | Halle  | 24 de maio de 2008   |
| CR  | Margus Hunt       | Estónia       | 67.32 m   | Pequim | 16 de agosto de 2006 |

## Medalhistas
| Ouro                  | Prata                | Bronze                      |
| Martin Marković (CRO) | Henning Prüfer (GER) | Sven Martin Skagestad (NOR) |

## Cronograma
Todos os horários são locais (UTC-7).
| Data        | Hora  | Evento       |
| ----------- | ----- | ------------ |
| 25 de julho | 10:00 | Qualificação |
| 26 de julho | 16:05 | Final        |

## Resultados

### Qualificação
Qualificação: 59,00 m (Q) ou pelo menos melhor 12 qualificado (q) 
Grupo A
| Posição | Atleta             | Nacionalidade  | Tentativas | Tentativas | Tentativas | Resultados | Notas           |
| Posição | Atleta             | Nacionalidade  | 1          | 2          | 3          | Resultados | Notas           |
| ------- | ------------------ | -------------- | ---------- | ---------- | ---------- | ---------- | --------------- |
| 1       | Martin Marković    | Croácia        | 63.71      |            |            | 63.71      | Q               |
| 2       | Ryan Njegovan      | Estados Unidos | 57.54      | 57.92      | 59.89      | 59.89      | Q,              |
| 3       | Mitchell Cooper    | Austrália      | 53.38      | 55.14      | 59.31      | 59.31      | Q,              |
| 4       | Nicolai Ceban      | Moldávia       | x          | 58.57      | 59.17      | 59.17      | Q, NJR          |
| 5       | Ola Stunes Isene   | Noruega        | 59.16      |            |            | 59.16      | Q               |
| 6       | Maximilian Klaus   | Alemanha       | 58.61      | x          | x          | 58.61      | q               |
| 7       | Glenford Watson    | Jamaica        | 56.30      | x          | 54.89      | 56.30      | Recorde pessoal |
| 8       | Bartłomiej Stój    | Polónia        | 55.92      | x          | x          | 55.92      |                 |
| 9       | Domantas Poška     | Lituânia       | 55.77      | x          | x          | 55.77      |                 |
| 10      | Giulio Anesa       | Itália         | x          | 54.17      | 55.57      | 55.57      |                 |
| 11      | Aleksey Khudyakov  | Rússia         | 55.17      | x          | 53.03      | 55.17      |                 |
| 12      | Kiriákos Zótos     | Grécia         | 50.50      | 53.58      | 53.88      | 53.88      |                 |
| 13      | Viktor Gardenkrans | Suécia         | 50.84      | 52.61      | 52.72      | 52.72      |                 |
| 14      | Maurits Damsteegt  | Países Baixos  | x          | x          | 46.90      | 46.90      |                 |

Grupo B
| Posição | Atleta                   | Nacionalidade  | Tentativas | Tentativas | Tentativas | Resultados | Notas  |
| Posição | Atleta                   | Nacionalidade  | 1          | 2          | 3          | Resultados | Notas  |
| ------- | ------------------------ | -------------- | ---------- | ---------- | ---------- | ---------- | ------ |
| 1       | Matthew Denny            | Austrália      | 62.38      |            |            | 62.38      | Q      |
| 2       | Valeri Golubkovich       | Bielorrússia   | x          | 62.35      |            | 62.35      | Q, NJR |
| 3       | Gian Piero Ragonesi      | Itália         | 60.30      |            |            | 60.30      | Q,     |
| 4       | Sven Martin Skagestad    | Noruega        | 59.97      |            |            | 59.97      | Q      |
| 5       | Henning Prüfer           | Alemanha       | 52.57      | 59.93      |            | 59.93      | Q      |
| 6       | Kord Ferguson            | Estados Unidos | 59.20      |            |            | 59.20      | Q      |
| 7       | Alin Alexandru Firfirica | Roménia        | 58.23      | x          | x          | 58.23      |        |
| 8       | Irfan                    | Malásia        | 57.74      | x          | 53.23      | 57.74      |        |
| 9       | Yusuf Yalçinkaya         | Turquia        | 57.12      | x          | 56.88      | 57.12      | NJR    |
| 10      | Demir Kolarević          | Croácia        | 53.85      | x          | 51.46      | 53.85      |        |
| 11      | Gustav Liberg            | Suécia         | x          | 53.12      | x          | 53.12      |        |
| 12      | Sachin                   | Índia          | x          | x          | 52.93      | 52.93      |        |
| 13      | Konrad Bukowiecki        | Polónia        | x          | 52.92      | x          | 52.92      |        |
| 14      | Suren Khachatryan        | Arménia        | x          | x          | x          | NM         |        |
| 15      | Mustafa Kazem Dagher     | Iraque         |            |            |            | DNS        |        |

### Final
A prova final foi realizada no dia 26 de julho às 16:05. 
| Posição           | Atleta                | Nacionalidade  | Tentativas | Tentativas | Tentativas | Tentativas | Tentativas | Tentativas | Resultados | Notas           |
| Posição           | Atleta                | Nacionalidade  | 1          | 2          | 3          | 4          | 5          | 6          | Resultados | Notas           |
| ----------------- | --------------------- | -------------- | ---------- | ---------- | ---------- | ---------- | ---------- | ---------- | ---------- | --------------- |
| Medalha de ouro   | Martin Marković       | Croácia        | 64.70      | x          | 66.94      | x          | x          | x          | 66.94      | WJL             |
| Medalha de prata  | Henning Prüfer        | Alemanha       | 62.20      | 63.70      | x          | 62.47      | 64.18      | x          | 64.18      | Recorde pessoal |
| Medalha de bronze | Sven Martin Skagestad | Noruega        | 55.46      | 60.67      | 63.21      | x          | 61.41      | 59.90      | 63.21      |                 |
| 4                 | Matthew Denny         | Austrália      | 61.65      | x          | 58.98      | 58.47      | 62.73      | 60.10      | 62.73      |                 |
| 5                 | Ola Stunes Isene      | Noruega        | 61.83      | 58.16      | x          | 59.93      | x          | x          | 61.83      |                 |
| 6                 | Mitchell Cooper       | Austrália      | 61.29      | x          | 60.54      | x          | x          | 61.77      | 61.77      | Recorde pessoal |
| 7                 | Gian Piero Ragonesi   | Itália         | 60.47      | 57.78      | 59.66      | 58.43      | x          | x          | 60.47      | Recorde pessoal |
| 8                 | Ryan Njegovan         | Estados Unidos | 56.30      | 59.56      | x          | 56.78      | x          | x          | 59.56      |                 |
|                   |                       |                |            |            |            |            |            |            |            |                 |
| 9                 | Kord Ferguson         | Estados Unidos | 57.75      | x          | 59.54      |            |            |            | 59.54      |                 |
| 10                | Valeri Golubkovich    | Bielorrússia   | 59.30      | 59.08      | 57.77      |            |            |            | 59.30      |                 |
| 11                | Nicolai Ceban         | Moldávia       | 54.65      | 58.65      | 57.86      |            |            |            | 58.65      | NJR             |
| 12                | Maximilian Klaus      | Alemanha       | 55.10      | x          | 54.30      |            |            |            | 55.10      |                 |

Legenda
| Recorde mundial       | Recorde mundial (World record)               |                       | Recorde africano                      | Recorde africano (African) |                                           | Q | Classificado por posição (Qualified) |
| Recorde do campeonato | Recorde do campeonato (Championship record)  | Recorde da América    | Recorde da América (Americas)         | q                          | Classificado por melhor tempo (Qualified) |   |                                      |
| Melhor marca do ano   | Melhor marca do ano (World leading)          | Recorde asiático      | Recorde asiático (Asian)              | DNS                        | Não largou (Did not start)                |   |                                      |
| Recorde nacional      | Recorde nacional (National record)           | Recorde europeu       | Recorde europeu (European)            | DNF                        | Não terminou (Did not finish)             |   |                                      |
| Recorde pessoal       | Recorde pessoal do atleta (Personal best)    | Recorde da Oceania    | Recorde da Oceania (Oceania)          | DSQ / DQ                   | Desclassificado (Disqualified)            |   |                                      |
| Recorde da temporada  | Recorde da temporada do atleta (Season best) | Recorde sul-americano | Recorde sul-americano (South America) | NM                         | Sem marca (No mark)                       |   |                                      |